# Ustim Karmeluk
Ustim Karmeluk, inne forma nazwiska: Karmaluk, Karmeniuk, Karmaniuk (ukr. Усти́м Яки́мович Кармелю́к (Кармалю́к), Ustym Jakymowycz Karmeliuk (Karmaliuk); ur. 10 marca 1787 w  Hołowczynciach, zm. 10 października?/22 października 1835 w Koryczynciach Wołośkich) – przywódca chłopski na prawobrzeżnej Ukrainie w latach 1813–1835, bohater utworów literackich i podań ludowych, zwany „ostatnim hajdamaką”, nazwany przez Maksima Gorkiego „ukraińskim Robin Hoodem”, ze względu na swoje działania wspierające osoby z niższych klas społecznych – biednych chłopów, Żydów i żebraków.

## Życiorys
Urodził się w rodzinie chłopów pańszczyźnianych w Hołowczyńcach (dziś Karmalukowe, rejon żmeryński) na Podolu, wówczas na terenie Korony Królestwa Polskiego. W roku 1812 został wcielony do armii carskiej, skąd zdezerterował po roku i wraz z innymi uciekinierami zorganizował watahę działającą na wzór hajdamacki. W 1814 r. został schwytany, skazany na 500 rózeg (wyrok wykonano w Kamieńcu Podolskim) i wcielony do oddziałów na Krymie. Uciekł ponownie w drodze z zesłania i przez kilkanaście lat przewodził różnym grupom działającym w powiatach: latyczowskim, lityńskim i proskurowskim w guberni podolskiej. Szacuje się, że przez jego oddziały przeszło ok. 20 000 chłopów i dezerterów z wojska.
Działania grup Karmeluka były skierowane głównie przeciwko bogatej szlachcie oraz ścigającemu go wojsku. Według źródeł Karmeluk dokonał blisko tysiąca napadów na majątki szlacheckie, które grabił i podpalał, a mieszkańców niektórych dworów zabijał. Zdobyte w ten sposób bogactwa przekazywał biednym chłopom, co zostało potwierdzone przez mieszkańców niższych warstw społecznych, w trakcie procesu w sądzie lityńskim. Stąd Karmeliuka niejednokrotnie nazywa się „ukraińskim Robin Hoodem”.
Był czterokrotnie schwytany i skazywany na katorgę na Syberię, lecz za każdym razem udawało mu się zbiec. Działalność Karmaluka możliwa była dzięki jego licznym powiązaniom i znajomościom. Współpracował często z Żydami, u których się ukrywał, a także za pośrednictwem których spieniężał zrabowany majątek, zapewniając im ochronę.
W roku 1833 władze carskie powołały odrębny urząd do uporania się z ruchem Karmeluka – komisję hałuziniecką, a w rejony jego największej aktywności wysłano wojsko. 22 października 1835 roku Karmeluk wpadł w zasadzkę w domu swojej kochanki Oleny Procykowej we wsi Karaczyńce Wołoskie (dziś wieś Wołoskie, rejon chmielnicki, hromada derażniańska), gdzie został zastrzelony przez 18-letniego szlachcica Teodora Rutkowskiego. Pochowano go w Latyczowie.
Komisja hałuziniecka działała do 1839 roku i w tym czasie oskarżyła łącznie ok. 2700 chłopów i dezerterów podejrzewanych o współpracę z Karmalukiem.

## Legenda
Po śmierci nazwisko Karmeluka na Ukrainie obrosło legendą jako bohatera ludowego. Utwory literackie pisali o nim min. Marko Wowczok, Mychajło Starycki, Stepan Wasylczenko i Wasyl Kuczer. Przedstawiano go w literaturze jako obrońcę uciśnionego prostego ludu, a jego napadom przypisywano pobudki narodowowyzwoleńcze.
W 1920 roku jego nazwiskiem nazwany został ukraiński pociąg pancerny „Karmeluk”, który brał udział w wojnie polsko-bolszewickiej.
W czasach radzieckich powstały trzy filmy poświęcone jego postaci, wszystkie pod tytułem „Karmeluk” (1931, 1935, 1985). Filmy miały charakter antypolski.